# وودلند فنگشوی
وودلند فنگشوی (به لاتین: Fengshui woodland) یک منطقهٔ مسکونی و جنگل در چین است.